# Joel da Silva Pereira

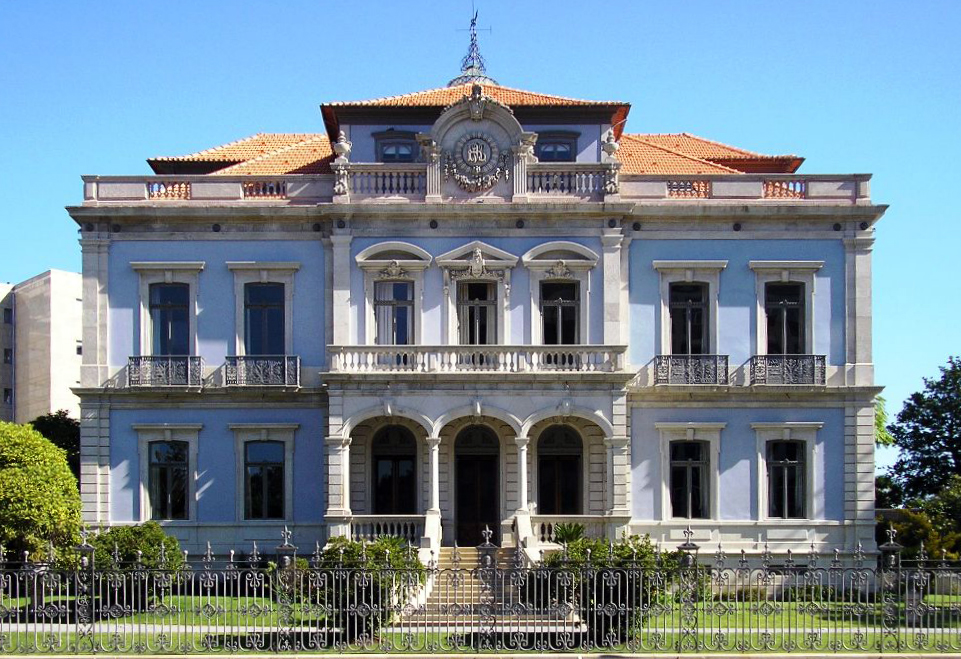
Palacete Conselheiro Boaventura Rodrigues de Sousa, 1895-1900

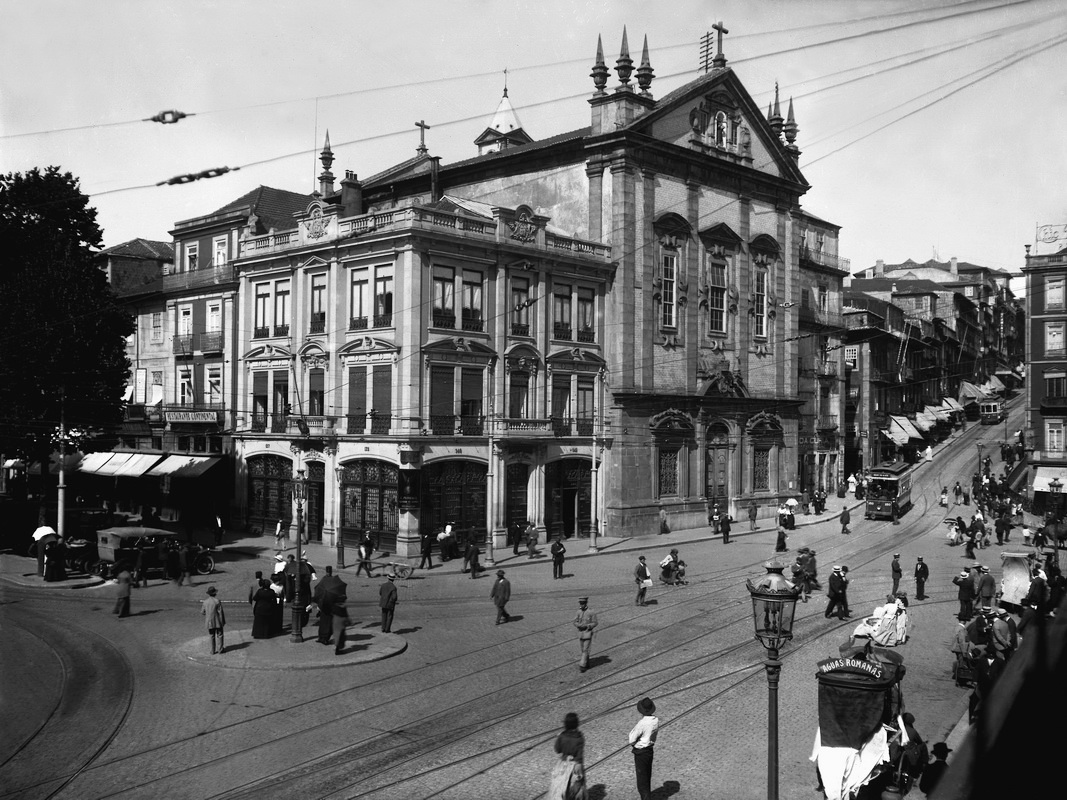
Casa bancária Pinto da Fonseca & Irmão, 1895-1902, junto à Igreja dos Congregados. Fotografia de Domingos Alvão.

Joel da Silva Pereira (Viseu, 6 de setembro de 1861 – Porto, 31 de outubro de 1899 (38 anos)) foi um arquiteto português.

## Biografia
Nasceu em Viseu, sendo filho do músico e fotógrafo José Joaquim da Silva Pereira. Ingressou na Academia Portuense de Belas Artes em 1873, completando os seus estudos de arquitetura em 1881.
Entre 1884 e 1890 prossegue os seus estudos em Paris com o financiamento de José Teixeira da Silva Braga Júnior, vice-cônsul do Brasil no Porto. Em Paris frequenta igualmente o ateliê de Jean-Louis Pascal. Regressa ao Porto em 1890, estando já diplomado pelo governo francês.
Ainda em 1890 é nomeado Académico de Mérito da Academia Portuense de Belas Artes.
Conduz as obras do Palácio da Bolsa entre 1894 e 1899, ano da sua morte.

## Algumas obras
- Grandes Armazéns Hermínios, Rua 31 de Janeiro e Rua Sá da Bandeira, Porto, 1890-1893 (atribuição, demolido).[2][3]
- Camisaria Confiança, na Rua de Santa Catarina, Porto, 1893 (alterada).
- Jazigo de João Ferreira Andrade Couto, Cemitério do Prado do Repouso, Porto.
- Ouriversaria Moreira e Irmão, Rua Sá da Bandeira, Porto, 1894 (demolida).
- Ampliação do Grande Casino Peninsular, Figueira da Foz, 1895 (alterado).
- Palacete Conselheiro Boaventura Rodrigues de Sousa, Avenida da Boavista, Porto, 1895-1900 (atribuição).[1]
- Edifício-sede do Banco Pinto da Fonseca & Irmão, Praça da Liberdade, Porto, 1895-1902 (atribuição).[4]
- Palacete do banqueiro Manuel Pinto da Fonseca, Avenida da Boavista, Porto, 1897-1899 (atribuição, demolido).[5]
- Palacete de António Eduardo Glama, Rua Álvares Cabral, Porto, 1899 (atribuição).[6]